# Limnonectes ingeri
Limnonectes ingeri es una especie de anfibio anuro del género Limnonectes de la familia Dicroglossidae.

## Distribución geográfica
Es endémica del norte de Borneo.